# Nena Daconte
Nena Daconte est le nom du groupe de musique créé et dirigé par l’auteur-compositrice-interprète espagnole Mai Meneses. Le nom du groupe est tiré du nom d’un personnage féminin du conte "L’empreinte de ton sang dans la neige" (El rastro de tu sangre en la nieve), de Gabriel García Márquez.

## Biographie

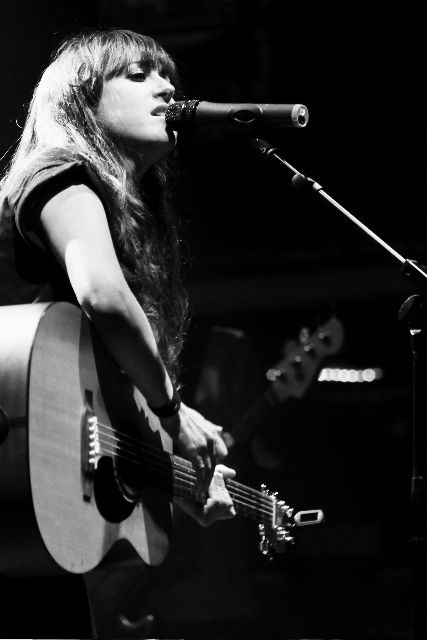
Nena Daconte live (Madrid, 2013)

En 2005 le groupe Nena Daconte est fondé à Barcelone par Mai Meneses (leader-auteur-compositrice-interprète) avec le musicien Fanlo. Ils se séparent artistiquement en 2010 après deux albums et Mai Meneses continue en solitaire avec Nena Daconte.
Avant la création de Nena Daconte, Mai Meneses participe à la deuxième édition du célèbre concours télévisé "Operación Triunfo".
Le nom du groupe est inspiré d’un personnage du conte "L’empreinte de ton sang dans la neige" (El rastro de tu sangre en la nieve), un des récits de la nouvelle "Douze Contes vagabonds" (Doce cuentos peregrinos), écrit par l’auteur colombien et prix Nobel de littérature 1982, Gabriel García Márquez.

## Discographie

### He perdido los zapatos (2006)
Le premier album de Nena Daconte a pour titre He perdido los zapatos. Il est autoédité par Daconte Music, son propre label discographique. Ensuite, Nena Daconte signe avec la maison de disque Universal Music Spain. L’album sort à la vente en Espagne le 27 mars 2006. La musique et les paroles du disque sont composées par Mai Meneses.
Idiota est le premier single promotionnel du disque. Dans l’édition de Universal Music Spain, un remix du titre Idiota est inclus, produit par Carlos Jean et masterisé à New York.
Le second titre s’intitule En qué estrella estará. Il est choisi comme chanson officiel du tour cycliste d’Espagne 2006. Pour l’occasion, Nena Daconte tourne un vidéoclip avec l’acteur espagnol Antonio Banderas.
En octobre 2006, En qué estrella estará devient le numéro 1 de Nena Daconte au programme de radio «40 Principales», et reste à cette place pendant cinq semaines.
Peu après He perdido los zapatos devient Disque d’Or en Espagne. En 2006, grâce au succès de He perdido los zapatos, Nena Daconte reçoit le Prix "Ondas" dans la catégorie Artiste révélation.
Cette année-là, Nena Daconte est nommée pour les Prix MTV European Music Awards, dans la catégorie «Spanish Act» et pour les Prix «40 Principales» comme groupe révélation et meilleur vidéoclip pour Idiota, réalisé par Marc Lozano.
En 2007, Nena Daconte lance une édition de luxe de He perdido los zapatos, qui inclut comme bonus tracks des versions acoustiques de Engáñame a mí también et Pierdo el tiempo, ainsi qu’une version du titre de Bob Dylan (rendu célèbre par Manfred Man) The mighty Quinn. Cette chanson est choisie générique du spot publicitaire de Codorniú en 2007. En plus du CD musical, cette édition inclut un DVD avec des vidéoclips, reportages, photos et interviews inédites.
Nominations et Prix
- Nomination aux Prix MTV European Music Awards 2006 dans la catégorie Spanish Act.
- Nomination aux Prix 40 Principales de l’année dans la catégorie Groupe révélation et Meilleur vidéoclip pour Idiota (remix).
- Nena Daconte reçoit le Prix «Ondas» dans la catégorie Artiste révélation de l’année.
- Nena Daconte reçoit le Prix «Principales» dans la catégorie Groupe révélation.
- He perdido los zapatos devient Disque d’Or[10].
- Le titre «The mighty Quinn» est la chanson utilisée pour le spot publicitaire de Codorniú (2007).
- 2 Prix de la musique comme Auteur révélation et Meilleure chanson pour En que estrella estará.

### Retales de carnaval (2008)
Retales de carnaval est le titre du deuxième disque de Nena Daconte. Il sort à la vente le 30 septembre 2008, deux ans après la sortie de son premier album.

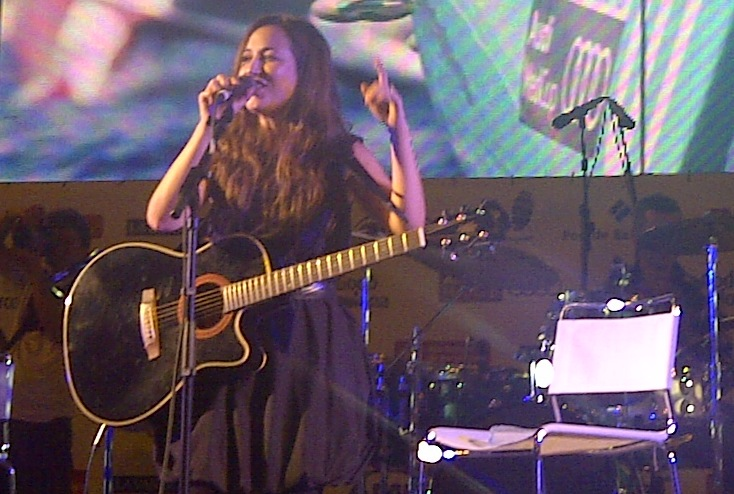
Mai Meneses live Barcelone 2011

La composition des mélodies et des paroles des chansons sont de nouveau du ressort de Mai Meneses.
Tenía tanto que darte est le titre du premier single de l’album. Il sort en avant-première dans les radios espagnoles et il sort ensuite à la vente en format digital le 12 septembre 2008. Le 8 novembre 2008 Tenía tanto que darte devient numéro 1 de la liste des 40 Principales pendant deux semaines. Pour le vidéoclip de la chanson, Nena Daconte tourne de nouveau avec le réalisateur Marc Lozano et la production de Nanouk Films.
Après le succès de Tenía tanto que darte, le deuxième single publié est El Aleph, en hommage à l’œuvre du même nom écrite par le dramaturge argentin Jorge Luis Borges en 1949.
Le 26 février le vidéoclip de El Aleph, dirigé par le directeur de ciné Juan Antonio Bayona (directeur de Lo imposible et Prix Goya 2008 pour El Orfanato). Le vidéoclip est tourné à Cuidad Meridiana, province de Barcelone.
Le troisième single distribué est la chanson Ay! Amor suivi d’une collaboration de Nena Daconte avec l’artiste argentin Coti pour Perdóname, second single de son album Malditas canciones.
Cette année-là, l’album Retales de carnaval devient Disque Platine.
Nominations et Prix
- Nomination aux Prix Principales 2008 dans la catégorie Meilleur groupe et Meilleur vidéoclip pour Tenía tanto que darte[16].
- Prix de la musique au Meilleur vidéo musical pour Tenía tanto que darte.
- Retales de carnaval devient Disque platine.
- Le single Tenía tanto que darte devient numéro 1 de la liste 40 Principales (novembre 2008)[1].

### Una mosca en el cristal(2010)

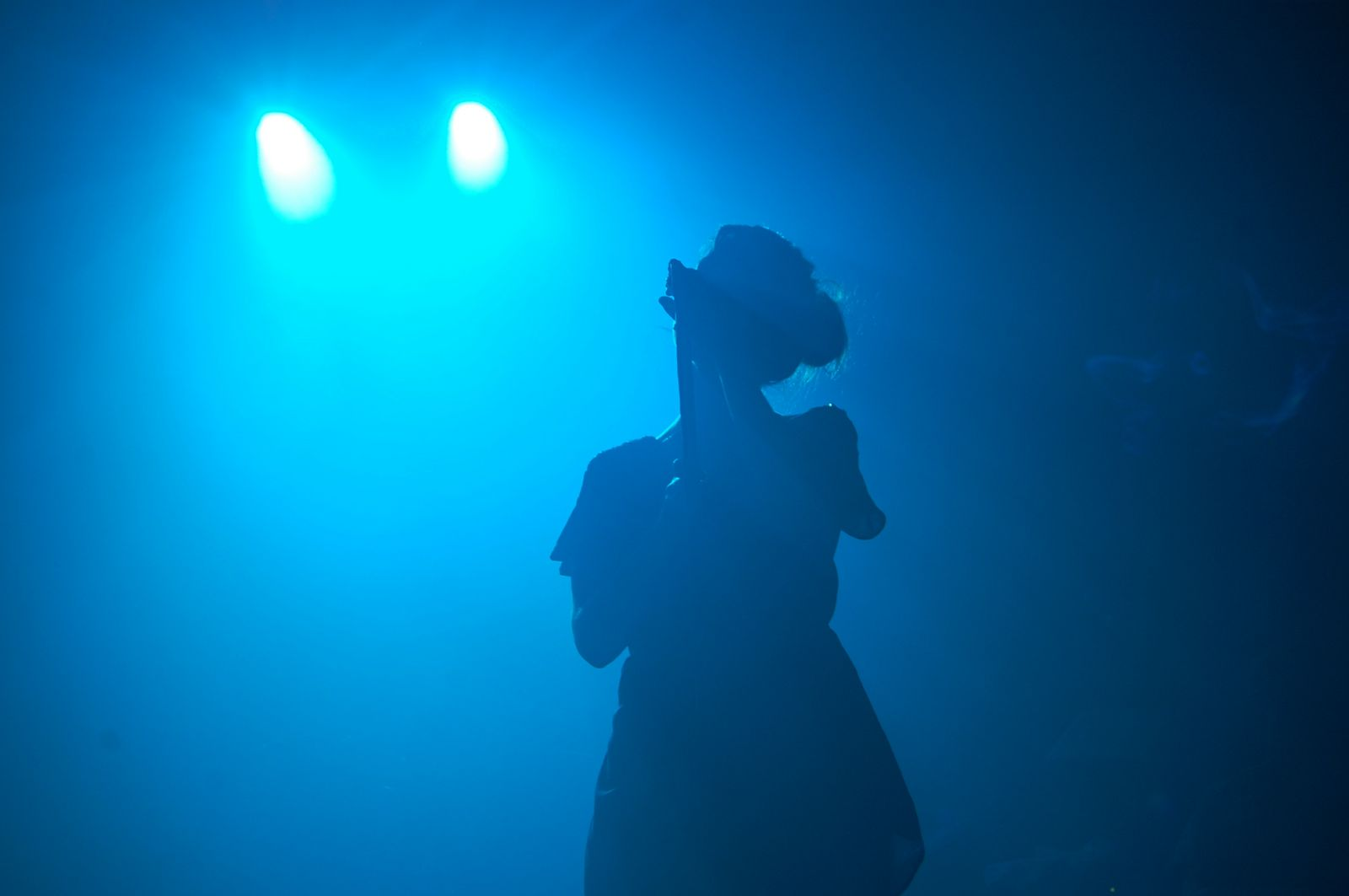
Nena Daconte en concert (2009).

Una mosca en el cristal est le troisième disque de Nena Daconte, produit en 2010 par l’ex-membre du groupe Tequila, Alejo Stivel. C’est le premier disque de Mai Meneses en solitaire.
Nena Daconte revient aux 40 Principales en octobre 2010 avec le titre No te invité a dormir, le premier simple du troisième album. En février 2011, le second single Perdida est produit.
En Septembre 2011, Nena Daconte présente la vidéo de El halcón que vive en mi cabeza, tournée à Barcelone par David Ruano. La dernière vidéo réalisée pour ce disque est Son niños.
Pour le troisième disque, Nena Daconte réalise une tournée acoustique en Espagne, lui donne pour nom «Nena Daconte Club», et offre un événement intime et proche de son public.
Pendant ce temps, Nena Daconte participe à la réalisation du disque en hommage à Antonio Vega El aplinista de los sueños, en interprétant le titre Tesoros avec le chanteur majorquin L.A.
En 2012, Nena Daconte compose les paroles et prête sa voix à Pero si tú no estás, titre principal de la bande sonore de la série La Fuga, protagonisée par María Valverde et Aitor Luna.